# Argentinos Juniors
Argentinos Juniors este un club de fotbal argentinian cu sediul în Buenos Aires, care a fost fondat pe 15 august 1904. Clubul inițial a fost numit “Martyrs of Chicago” (Martirii din Chicago) în cinstea celor opt anarhiști care au fost închiși sau arestați după Revolta Haymarket din anul 1886 din Chicago.

## Stadion
Clubul acum joacă pe Estadio Diego Armando Maradona care mai este cunoscut și ca La Paternal după districtul din Buenos Aires unde își are sediul clubul. Diego Maradona, Fernando Redondo și Juan Román Riquelme sunt unii dintre cei mai celebrii jucători care și-au început cariera la Argentinos Juniors. Această abilitate de a produce jucători de clasă mondială le-a a adus porecla de „Semințerie”.